# Henry Wood
Sir Henry Wood (ur. 3 marca 1869 w Londynie, zm. 19 sierpnia 1944 w Hitchin) – angielski kompozytor i dyrygent. Znany jako pierwszy dyrygent koncertów Proms (1895–1944) i popularyzator licznych dzieł muzyki współczesnej. Dokonał przełomu w życiu muzycznym swojej epoki.

## Życiorys
Ojciec Wooda, również Henry, był optykiem i konstruktorem mieszkającym i działającym w Londynie przy Oxford Street 413A. Matka Martha, z domu Morris, była Walijką; Henry był ich jedynym dzieckiem. Oboje rodzice byli miłośnikami muzyki i w tym kierunku stymulowali rozwój syna. Matka uczyła go gry na fortepianie. Wood wkrótce opanował tajniki gry na organach, a w wieku dziesięciu lat był w stanie zastępować miejscowych organistów. Opanował również grę na skrzypcach i fortepianie. W 1883 roku dawał recitale organowe na Fisheries Exhibition, a w 1885 na Inventions Exhibition. W 1886 roku rozpoczął naukę w Królewskiej Akademii Muzycznej w Londynie. W trakcie dwóch lat nauki zdobył cztery złote medale. W 1888 roku opublikował kilka oryginalnych utworów i zaczął komponować lekkie opery i kantaty. W 1888 roku zadebiutował jako dyrygent. W tym czasie zaczął również dawać lekcje śpiewu, które kontynuował aż do końca swojej kariery.
Choć pierwotną ambicją Wooda było zostanie kompozytorem, to skomponowane przez niego w czasie studiów utwory nie przyniosły mu powodzenia. Dopiero rozgłos, jaki przyniósł mu w czerwcu 1889 roku występ na The Stage w charakterze pianisty, kompozytora i dyrygenta, sprawił, iż doszło do zaangażowania go jako dyrektora muzycznego w firmie Arthura Rousbeya organizującej objazdowe przedstawienia operowe. Podobne stanowisko Wood otrzymał później w bardziej cenionej firmie Carl Rosa Opera Company, by następnie dostać stanowisko asystenta dyrygenta w sezonie operowym zorganizowanym przez włoskiego impresario Lago w Olympic Theatre. 17 października 1892 roku Wood poprowadził Eugeniusza Oniegina Czajkowskiego; było to pierwsze wystawienie w Londynie jakiejkolwiek opery Czajkowskiego, a dla samego Wooda okazało się przełomowym wydarzeniem.
W 1894 roku Wood spotkał dyrektora Queen’s Hall w Londynie, Roberta Newmana, który poinformował go o swoich planach dotyczących nowego cyklu koncertów, mających odbywać się w okresie letnim. Poprzez planowane koncerty Newman chciał dać ludziom wiedzę na temat muzyki klasycznej i spopularyzować ją. Wood zgodził się zostać dyrygentem stałej orkiestry i pomóc Newmanowi w rozwijaniu idei tych koncertów. Pierwszy z koncertów, noszących wówczas nazwę Mr. Robert Newman’s Promenade Concerts, odbył się 10 sierpnia 1895 roku.
Program tych koncertów początkowo nawiązywał do modelu wcześniejszych koncertów promenadowych w Londynie, na które składała się głównie z lżejsza muzyka, w tym ballady, z ostrożnym dodatkiem klasyki. Wood jednak stopniowo zaczął zwiększać ilość muzyki symfonicznej w koncertach; od 1896 roku wieczory poniedziałkowe poświęcił muzyce Beethovena, a wieczory piątkowe muzyce Wagnera.
Koncerty Proms, jak zostały później nazwane, były tak udane, że w dniu 30 stycznia 1897 roku Wood zainaugurował regularny abonament symfoniczny, który również okazał się sukcesem. Wood pozostawał czołową pustacią Proms niemal do końca życia. Był wyłącznie odpowiedzialny za nie do 1940 roku. Z wyjątkiem krótkiego okresu w 1912 roku, kiedy podczas sezonu Proms prowadził Birmingham Festival, Wood kierował wykonaniem każdego koncertu, oprócz sytuacji, w których miał do dyspozycji kompozytorów prowadzących własną muzykę. Na Proms Wood zawsze świadomie popularyzował nową muzykę (Richard Strauss, Jean Sibelius, Claude Debussy, Aleksandr Skriabin i Béla Bartók).
W 1904 roku Wood po raz pierwszy udał się za Ocean, by w rozpoczynającym się sezonie gościnnie dyrygować New York Philharmonic Orchestra. W podróży towarzyszyła mu żona, Rosjanka Olga Hillman, z domu Michajłow (1868–1909), z którą ożenił się 10 lipca 1898 roku. Ponieważ była ona śpiewaczką (sopran), występowała na koncertach Wooda jako Pani Henry J. Wood; z jej udziałem w charakterze akompaniatorki na fortepianie Wood dokonał w latach 1908–1909 swych pierwszych nagrań. Śmierć żony w 1909 roku stała się dla niego jednym z najcięższych doświadczeń życiowych. Wood jako pierwszy zaprezentował muzykę Mahlera w Wielkiej Brytanii prowadząc w 1903 roku jego I symfonię i IV w roku następnym. W czerwcu 1911 roku Wood ponownie się ożenił; z nową żoną, Muriel Ellen Greatrex (1882–1967) miał dwie córki. W 1912 roku poprowadził Pięć utworów orkiestrowych Schönberga, co było światowym prawykonaniem tego dzieła. W 1915 roku rozpoczął nagrania z orkiestrą.

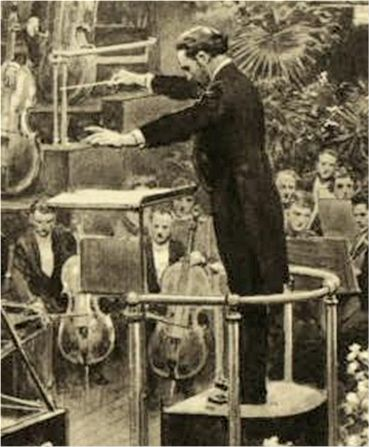
Wood podczas koncertu 11 listopada 1922

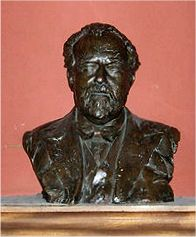
Popiersie Wooda w Duke’s Hall, w Królewskiej Akademii Muzycznej w Londynie; w czasie koncertów Proms umieszczane jest przed organami Royal Albert Hall

W 1927 roku orkiestra Wooda została zastąpiona przez BBC Symphony Orchestra.
W 1929 roku Wood dopuścił się mistyfikacji wobec publiczności Proms, prezentując orkiestrową aranżację napisanej pierwotnie na organy toccata i fuga d-moll Bacha pod pseudonimem Paul Klenovsky; swoje autorstwo ujawnił dopiero po pięciu latach udanych wykonań tego dzieła. W 1930 roku dokonał brytyjskiego prawykonania VIII symfonii Mahlera.
W 1940 roku Wood zaangażował Basila Camerona jako asystenta na Proms, a sam zrezygnował z udziału w spektaklach. W maju 1941 roku Queen’s Hall została zniszczona podczas niemieckich bombardowań, a Proms przeniesiono do Royal Albert Hall, która pozostaje od tego czasu ich stałą siedzibą, z wyjątkiem sezonu 1944, kiedy przeniesiono je do Bedford ze względu na zagrożenie bombardowaniami. W 1942 roku jako dyrygent stowarzyszony został zaangażowany do Proms Adrian Boult. Wood dał swój ostatni koncert w ramach Proms 28 lipca 1944 roku, mniej niż miesiąc przed śmiercią. Proms zostały oficjalnie nazwane Henry Wood Promenade Concerts i są jednym z najważniejszych elementów brytyjskiej tradycji muzycznej.
Wood należy do najbardziej znanych i sumiennych dyrygentów wszech czasów w Wielkiej Brytanii. Był od samego początku popularyzatorem imponującej ilości dzieł wielu kompozytorów: w trakcie swojej kariery poprowadził premierowe wykonania 717 dzieł 356 kompozytorów; wiele z tych premier miało miejsce podczas Proms. Dokonał przełomu w miejskim życiu muzycznym. Dyrygował gościnnie w Stanach Zjednoczonych (1904, wielokrotnie), Kanadzie i Ameryce Południowej (1930) i w Europie (Szwecja, 1933). W 1923 roku został wykładowcą w Królewskiej Akademii Muzycznej. Wood wprowadził, z inicjatywy George’a Bernarda Shawa nowoczesny układ orkiestry symfonicznej, w którym I i II skrzypce umieszczone są po lewej stronie dyrygenta.

## Współpraca z innymi orkiestrami
- 1897 – Birmingham Sacred Harmonic Society[4]
- 1899 – Nottingham City Orchestra
- 1900 – Wolverhampton Festival Choral Society
- 1902–1911 Sheffield Festivas
- od 1908 i 1924–1927 Norwich Festivals

## Kompozycje (wybór)
- Fantasia on British Sea Songs, for orchestra[7], skomponowana w 1905 roku, w 100. rocznicę bitwy pod Trafalgarem, przez wiele lat była stałą pozycją, wykonywaną podczas finału Last Night of the Proms[1],
- Suite No. 6 for orchestra, suite of transcriptions of works by J.S. Bach,
- Transcription for orchestra of Bach’s Toccata & Fugue in D minor (BWV 565).

## Działalność pozamuzyczna
w 1938 roku ukazała się autobiografia Wooda, My Life of Music, a w 1945 roku jego książka About Conducting. Przez całe życie Wood był zapalonym malarzem amatorem; kilka jego obrazów olejnych zachowało się w Królewskiej Akademii Muzycznej wraz z jego biblioteką partytur. Wood nie miał prawie żadnych innych zainteresowań poza muzyką, bardzo rzadko czytał gazety.

## Odznaczenia
W 1920 roku Wood otrzymał belgijski Order Korony, a w 1926 roku został oficerem francuskiej Legii Honorowej. W 1944 roku został odznaczony Orderem Towarzyszy Honoru. W 1921 roku otrzymał złoty medal Royal Philharmonic Society, zaś w 1938 został członkiem honorowym Worshipful Company of Musicians. Otrzymał też tytuły doctor honoris causa uniwersytetów: w Manchesterze (1923), Oxfordzie (1926), Birmingham (1927), Cambridge (1935), i Londynie (1939). W 1920 roku został członkiem Królewskiej Akademii Muzycznej, a w 1923 roku członkiem Royal College of Music.